# Dumitru Mitu
Dumitru Mitu (Bucarest, 13 febbraio 1975) è un ex calciatore rumeno, di ruolo centrocampista o attaccante.

## Palmarès

### Club

#### Competizioni nazionali
- Coppa di Croazia: 3

Osijek: 1998-1999
Dinamo Zagabria: 2003-2004
Rijeka: 2004-2005
- Campionato croato: 2

Dinamo Zagabria: 2002-2003, 2005-2006
- Supercoppa di Croazia: 2

Dinamo Zagabria: 2002, 2003